# Orden für Militärische Verdienste (Russland)

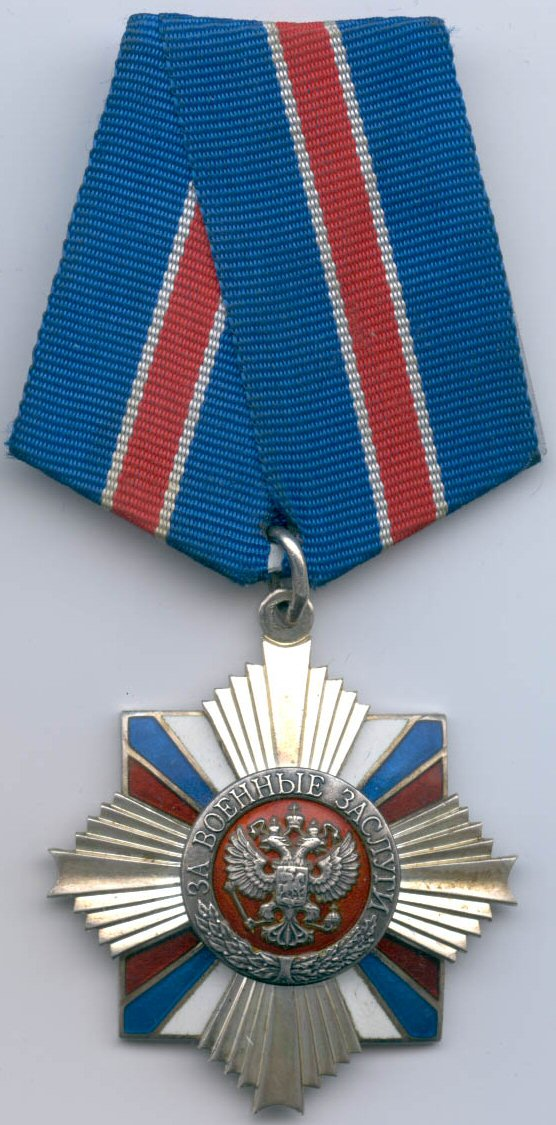
Orden für Militärische Verdienste

Der Orden für Militärische Verdienste (russisch Орден „За военные заслуги“) ist eine staatliche Auszeichnung Russlands. Er wurde am 2. März 1994 durch Ukas Nr. 442 des Präsidenten der Russischen Föderation gestiftet.
Die Auszeichnung wird laut Statut an Militärangehörige verliehen, die sich durch „beispielhafte Erfüllung ihrer militärischen Pflichten bei der Sicherstellung der Verteidigungsfähigkeit der Russischen Föderation, Mut und Tapferkeit“ hervorheben. Vorausgesetzt wird, dass die militärischen Dienstpflichten gewissenhaft über mindestens 20 Jahre (bis 2010 über 10 Jahre) geleistet wurden.
Der Orden kann seit 2011 auch an Mitarbeiter des Militärisch-industriellen Komplexes der Russischen Föderation, wissenschaftlicher Forschungseinrichtungen und staatlicher Organe für Verdienste in der Ausarbeitung, Produktion oder Inbetriebnahme moderner Militärtechnik und -ausrüstung, Entwicklung der Militärwissenschaft oder Stärkung der Verteidigungsfähigkeit des Landes verliehen werden. Des Weiteren können auch ausländische Militärangehörige verbündeter Staaten geehrt werden.

## Beschreibung des Ordens
Der silberne emaillierte Orden zeigt in seiner Mitte die reliefartige Darstellung des Wappens der Russischen Föderation, umgeben von einem Kranz aus Lorbeerblättern und Eichenlaub sowie dem reliefartig ausgebildeten Schriftzug „ЗА ВОЕННЫЕ ЗАСЛУГИ“ (deutsch „Für militärische Verdienste“). Der Orden stellt einen achteckigen Stern dar, dessen Mitte ein Fünfeck bildende, diagonal verlaufende Strahlen kreuzen. Die Strahlen sind in den Farben der Flagge Russlands mit Emaille überzogen. Die Ehrenplakette hat einen Durchmesser von 40 mm. Auf der Rückseite ist die Seriennummer des Ordens eingeprägt.
Auf dem blau gefärbten 24 mm breiten Ordensband verlaufen 5 mm breite, rote Streifen, welche von 2 mm breiten, weißen Streifen eingerahmt werden.

## Trageweise

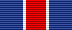
Bandschnalle

Die Auszeichnung wird auf der linken Brustseite und, soweit verfügbar, nach dem Tapferkeitsorden getragen. Zu besonderen Anlässen und zum täglichen Gebrauch wird die Bandschnalle des Ordens für Militärische Verdienste ebenfalls nach der Bandschnalle des Tapferkeitsordens angebracht. An Zivilkleidung wird das Ordensband als Rosette auf der linken Brustseite getragen.